# DIN 2403
Die DIN-Norm DIN 2403 beschreibt die Kennzeichnung von nichterdverlegten Rohrleitungen nach ihrem Durchflussstoff. Zehn Gruppen werden unterschieden.
Eine Unterscheidung der Rohrleitungsfarben ist im Sinne der sachgerechten Instandhaltung und der wirksamen Brandbekämpfung unerlässlich. Außerdem dient sie dazu, auf Gefahren hinzuweisen und Unfälle und gesundheitliche Schäden zu vermeiden.

## Allgemeines
Eine Kennzeichnung muss enthalten:

### Generelle Angaben
- Gruppenfarbe und Zusatzfarbe des Durchflussstoffes nach untenstehender Tabelle.
- Durchflussrichtung ist durch einen Pfeil zu kennzeichnen.
- Durchflussstoff ist durch Angabe des Namens, einer chemischen Formel oder einer Kennzahl in der entsprechenden Farbe anzuschreiben.

### Zusätzliche Angaben
- Wenn es sich um einen Gefahrstoff nach dem Chemikaliengesetz handelt, sind entsprechende Gefahrensymbole anzubringen.
- Wenn es sich um einen radioaktiven Stoff handelt, sind nach DIN 4844-2 entsprechende Warnungen anzubringen.

Des Weiteren dürfen die Angaben um Betriebszustände ergänzt werden, die den Druck, die Temperatur oder den Aggregatzustand beschreiben. Auch dürfen weitere Sicherheitszeichen oder andere Kenngrößen aufgebracht sein.

## Farbtabelle
Die Tabelle beschreibt die der jeweiligen Durchflussstoffgruppe zugeordnete RAL-Farbe sowie die Schriftfarbe, die für die Beschriftung sowie die Pfeile zu verwenden ist.
| Durchflussstoff              | Gruppe | RAL-Farbe                 | RAL-Nummer      | Farbbeispiel | Zusatzfarbe | Schriftfarbe | Bemerkung                                               |
| ---------------------------- | ------ | ------------------------- | --------------- | ------------ | ----------- | ------------ | ------------------------------------------------------- |
| Sauerstoff                   | 0      | Signalblau                | RAL5005         |              | -           | Weiß         |                                                         |
| Wasser                       | 1      | Signalgrün                | RAL6032         |              | -           | Weiß         | einschließlich Wasserdampfkondensat                     |
| Wasserdampf                  | 2      | Signalrot                 | RAL3001         |              | -           | Weiß         |                                                         |
| Luft                         | 3      | Signalgrau                | RAL7004         |              | -           | Schwarz      |                                                         |
| Brennbare Gase               | 4      | Signalgelb/Signalrot      | RAL1003/RAL3001 |              |             | Schwarz      | einschließlich verflüssigter Gase                       |
| Nichtbrennbare Gase          | 5      | Signalgelb/Signalschwarz  | RAL1003/RAL9004 |              |             | Schwarz      | einschließlich verflüssigter Gase                       |
| Säuren                       | 6      | Signalorange              | RAL2010         |              | -           | Schwarz      | einschließlich Gase, die mit Wasser sauer reagieren     |
| Laugen                       | 7      | Signalviolett             | RAL4008         |              | -           | Weiß         | einschließlich Gase, die mit Wasser alkalisch reagieren |
| Brennbare Flüssigkeiten      | 8      | Signalbraun/Signalrot     | RAL8002/RAL3001 |              |             | Weiß         |                                                         |
| Nichtbrennbare Flüssigkeiten | 9      | Signalbraun/Signalschwarz | RAL8002/RAL9004 |              |             | Weiß         |                                                         |

Die Gruppen werden je nach Stoff einzeln in Unterklassen unterteilt.

## Kennzeichnung

Beispiel der Beschilderung einer Acetylen-Rohrleitung mit Gefahrensymbol

Beispiel der Beschilderung einer Heißwasser-Rohrleitung mit dem Betriebszustand Temperatur

Rohrleitungen sind im gesamten Umfang und längstens alle 10 m über die gesamte Rohrlänge sowie an betriebswichtigen und gefahrenträchtigen Punkten (Anfang, Ende, Wanddurchführungen, Armaturen) deutlich und dauerhaft zu kennzeichnen. Für die Kennzeichnung sind Schilder sowie selbstklebende Folien oder Bänder zu verwenden, die Rohre selbst sind in der entsprechenden Gruppenfarbe zu streichen.

Die Größe der Kennzeichnung und die damit verbundene Schriftgröße richten sich nach der erforderlichen Erkennungsweite.